# 魯比根

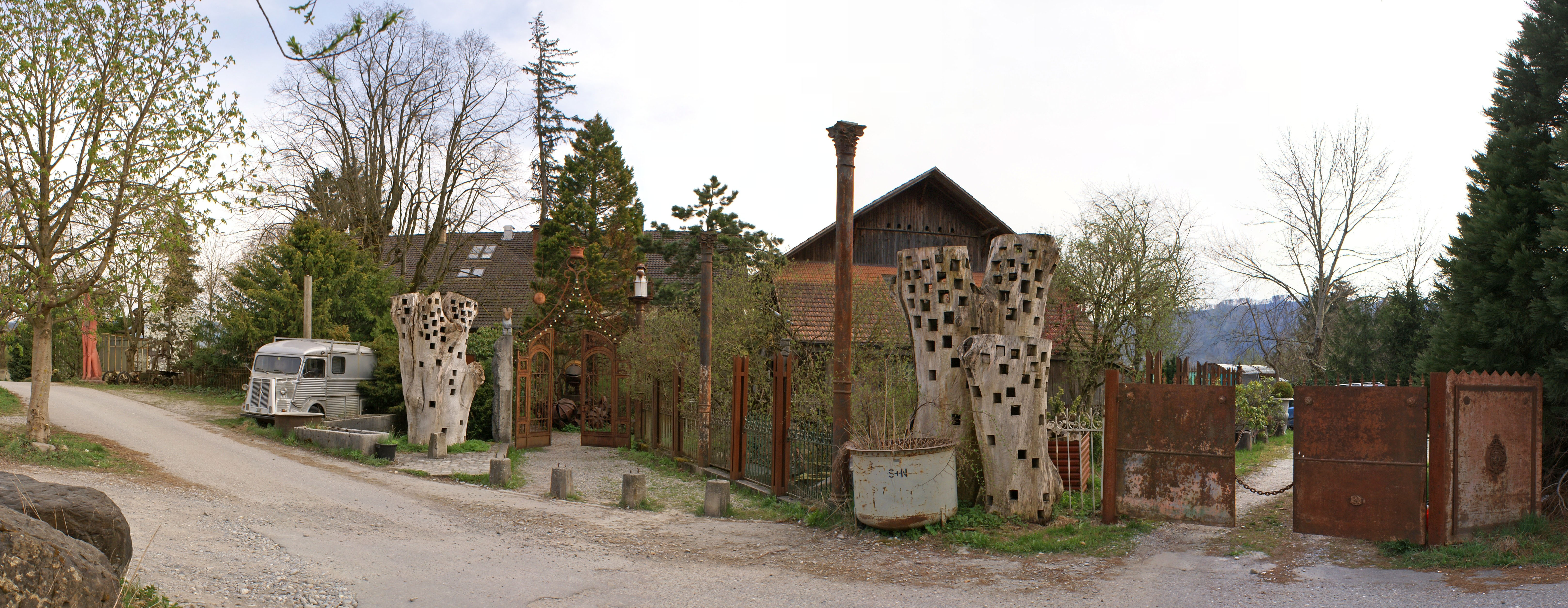

魯比根是瑞士的城鎮，位於該國中西部，由伯恩州負責管轄，面積6.93平方公里，2011年人口2,862，六成半人口信奉基督教，人口密度每平方公里413人。